# 1995 في جنوب إفريقيا
فيما يلي قوائم الأحداث التي وقعت خلال عام 1995 في جنوب أفريقيا.

## سياسة

### انتهاء فترة المنصب
- 12 يناير – هاري شفارتز سفير جنوب إفريقيا لدى الولايات المتحدة [الإنجليزية]‏.

## برامج ومسلسلات وأنمي
- إيغولي: مكان الذهب

## مواليد

### يناير
- 8 يناير – كايل إدموند لاعب كرة مضرب بريطاني.
- 20 يناير – تايلر باول لاعب اتحاد رغبي جنوب أفريقي.

### فبراير
- 8 فبراير – جاك فيرمولين لاعب رغبي جنوب أفريقي.
- 12 فبراير – تيروني ساندوس لاعب كرة قدم جنوب أفريقي.

### مارس
- 7 مارس – براندون تومسون لاعب رغبي جنوب أفريقي.
- 7 مارس – ديفيد موراي لاعب رغبي جنوب أفريقي.
- 21 مارس – هايدي دالتون درّاجة طريق جنوب أفريقية.
- 26 مارس – رياض نور الدين لاعب كرة قدم جنوب أفريقي.

### أبريل
- 7 أبريل – تيبوغو مويراني لاعب كرة قدم جنوب أفريقي.
- 19 أبريل – مادري لو رو لاعبة كرة مضرب جنوب أفريقية.

### يونيو
- 5 يونيو – تروي سيفان
- 28 يونيو – ديمي لاي نيل بيترس جنوب أفريقيا نموذج, ملكة جمال الكون 2017.

### يوليو
- 10 يوليو – شون هيكس لاعب كركيت نيوزيلندي.
- 22 يوليو – أوبري موديبا لاعب كرة قدم جنوب أفريقي.

### أغسطس
- 6 أغسطس – لين كيرو لاعبة كرة مضرب جنوب أفريقية.
- 11 أغسطس – براد بيندر متسابق دراجات نارية جنوب أفريقي.
- 12 أغسطس – نيكولاس دلامينى دراج جنوب أفريقي.
- 13 أغسطس – هاشيم دومينغو لاعب كرة قدم جنوب أفريقي.
- 23 أغسطس – كاميرون نوري لاعب كرة مضرب بريطاني.

### ديسمبر
- 2 ديسمبر – جايسون جنكينز لاعب رغبي جنوب أفريقي.
- 16 ديسمبر – تشارلز راديبي لاعب رغبي جنوب أفريقي.

## وفيات

### يناير
- 1 يناير – إيلين كريج (مواليد 1905) عالمة بعلوم الإنسان جنوب أفريقية.

### مارس
- 21 مارس – ويليام هندرسون (مواليد 1917) لاعب كركيت جنوب أفريقي.

### أبريل
- 17 أبريل – أنطون موراي (مواليد 1922) لاعب كركيت جنوب أفريقي.

### يونيو
- 30 يونيو – بارني سيمون (مواليد 1932) كاتب جنوب أفريقي.

### يوليو
- 1 يوليو – بروس ميتشيل (مواليد 1909) لاعب كركيت جنوب أفريقي.
- 25 يوليو – توماس فرازير (مواليد 1912) لاعب كريكت جنوب أفريقي.
- 31 يوليو – جيمس فيليبس (مواليد 1959) موسيقي جنوب أفريقي.